# Nikolaus Dietrich

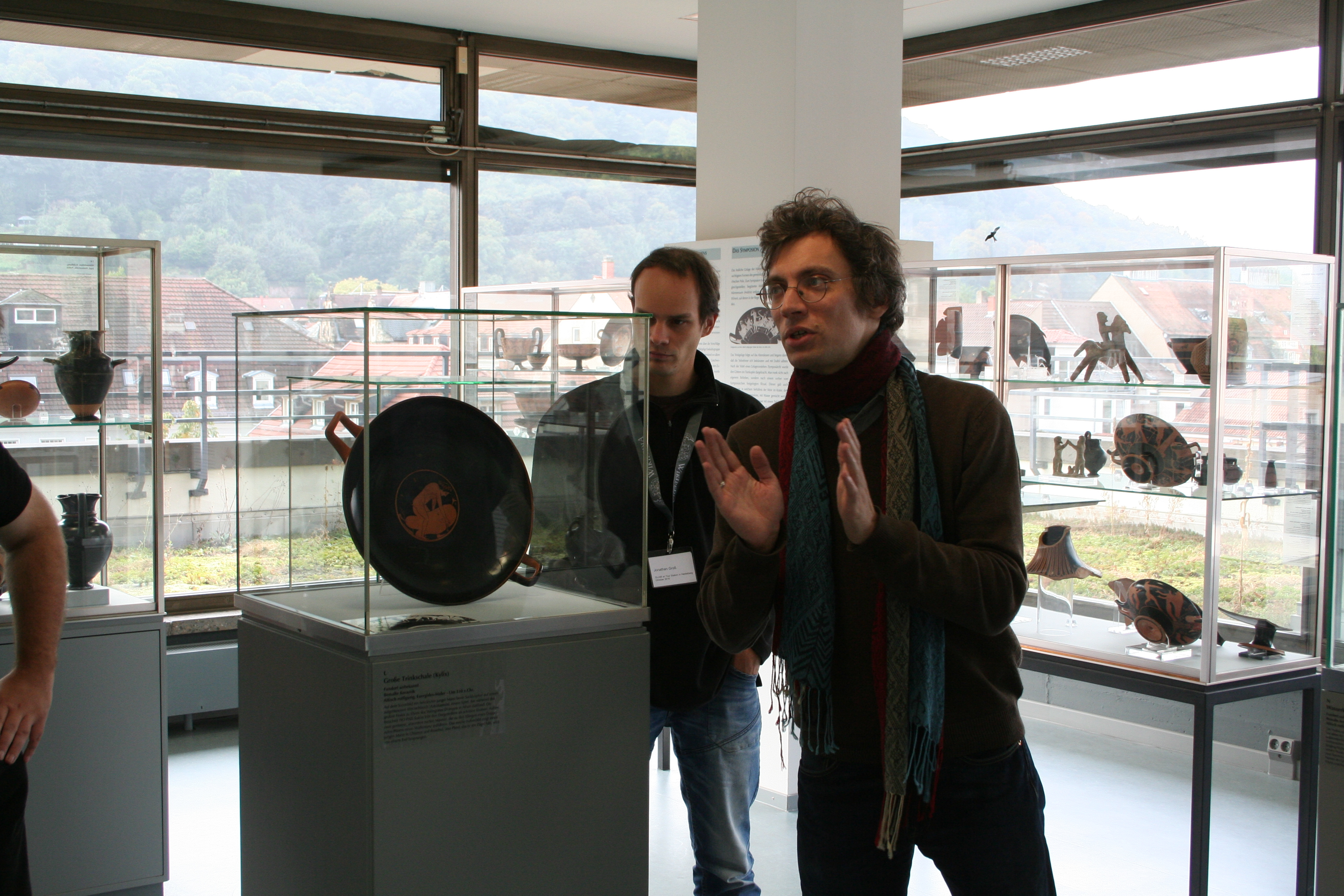
Nikolaus Dietrich bei einer Führung durch die Antikensammlung der Universität Heidelberg, 2016

Nikolaus Dietrich (* 5. Januar 1980 in München) ist ein deutscher Klassischer Archäologe und Professor an der Universität Heidelberg.

## Leben
Nikolaus Dietrich besuchte die Französische Schule in München und schloss diese 1998 mit dem baccalauréat ab. Von 1999 bis 2004 – seit 2002 als Stipendiat der Studienstiftung des deutschen Volkes – studierte er Klassische Archäologie, Gräzistik und Philosophie an der Universität München und für ein Jahr an der Sorbonne in Paris. Von 2004 bis 2008 schloss sich ein Promotionsstudium mit einer Doppelbetreuung an beiden Universitäten durch Luca Giuliani an der Universität München und François Lissarrague an der École des hautes études en sciences sociales an. Seit 2005 war er Promotionsstipendiat der Studienstiftung des deutschen Volkes, von 2005 bis 2007 zudem der Gerda Henkel Stiftung. Thema der Dissertation waren die Landschaftselemente in der attischen Vasenmalerei des 6. und 5. Jh. v. Chr. Die Arbeit war von der Magisterarbeit inspiriert, die von Alain Schnapp betreut wurde. 2008 wurde Dietrich Wissenschaftlicher Mitarbeiter im Lehrbereich Klassische Archäologie der Humboldt-Universität zu Berlin. Im Oktober 2014 nahm er eine Gastprofessur an der École des hautes études en sciences sociales wahr.
Zum April 2015 wurde Dietrich auf die Professur für Klassische Archäologie am Institut für Klassische Archäologie und Byzantinische Archäologie der Universität Heidelberg berufen, die seit der Emeritierung des Vorgängers Tonio Hölscher unbesetzt war. Die Professur wurde zunächst als  Juniorprofessur mit einer Tenure-Track-Option auf eine W3-Professur nach der Habilitation ausgeschrieben. Im Sommer 2021 wurde Dietrich dann zum W3-Professor ernannt.
Am Sonderforschungsbereich 933 „Materiale Textkulturen“ der Deutschen Forschungsgemeinschaft leitet er das Teilprojekt Schrift und Bild in der griechischen Plastik: Exemplarische Untersuchung am Beispiel Athens und Olympias von der Archaik bis in die Kaiserzeit. Seit 2019 gehört er dem Vorstand des SFB an.
Dietrich forscht zu den antiken griechischen und römischen Bildkulturen, zur Methodik klassisch-archäologischer Kultur- und Bildanalyse und Theoriebildung in der klassischen Archäologie innerhalb und jenseits der deutschsprachigen Forschungslandschaft. Im Zentrum der Untersuchungen stehen die Griechische Vasenmalerei sowie die archaische und klassische griechische Plastik.

## Schriften (Auswahl)
- Figur ohne Raum? Bäume und Felsen in der attischen Vasenmalerei des 6. und 5. Jh. v. Chr. (= ICON – Image and Context Band 7). De Gruyter, Berlin/New York 2010, ISBN 978-3-11-022072-8 (Dissertation).
- Das Attribut als Problem. Eine bildwissenschaftliche Untersuchung zur griechischen Kunst (= ICON – Image and Context Band 17). De Gruyter, Berlin/New York 2017, ISBN 978-3-11-049100-5.
- mit Michael Squire (Herausgeber): Ornament and Figure in Graeco-Roman Art. Rethinking Visual Ontologies in Classical Antiquity. De Gruyter, Berlin/New York 2017, ISBN 978-3-11-046015-5
- mit Johannes Fouquet, Corinna Reinhardt: Schreiben auf statuarischen Monumenten. Aspekte materialer Textkultur in archaischer und frühklassischer Zeit (= Materiale Textkulturen Band 29). De Gruyter, Berlin/New York 2020, ISBN 978-3-11-064550-7 (Open Access).